# Willy Pastor
Willy (Emil) Pastor (* 22. September 1867 in Burtscheid; † 18. April 1933 in Berlin) war ein deutscher Kunsthistoriker, Kunst- und Kulturkritiker sowie völkischer Schriftsteller.

## Leben und Wirken
Der Sohn des Tuchfabrikanten Eduard Friedrich Pastor (* 1829) und der Emilie Kortum studierte nach seiner Schulzeit Philosophie, Kunst- und Kulturgeschichte sowie Musik und zwischenzeitlich sogar noch einige Semester Medizin in Leipzig. Schließlich ließ er sich in Berlin nieder und bekannte sich zu einer lebensreformerischen Bohème. Dort schloss er sich mehreren spät-naturalistischen meist Literatur- und Gesprächszirkeln an und entwickelte großes Interesse für die Philosophie von Friedrich Nietzsche. Pastor gehörte auch dank seines exzellenten Klavierspiels zu den regelmäßigen Besuchern und engagierten Mitgliedern des Friedrichshagener Dichterkreises um Richard Dehmel und Stanisław Przybyszewski, im so genannten „Orden“ um Christian Morgenstern, in der Neuen Gemeinschaft der Brüder Heinrich und Julius Hart. Ebenfalls gehörte er den Freundeskreisen um August Strindberg mit ihrem zentralen Treffpunkt in ihrem Stammlokal Zum schwarzen Ferkel und um Paul Scheerbart und Franz Servaes an. Seine Erfahrungen aus diesen Runden und die Bedeutung für die freigeistige Entwicklung der Kultur beschrieb er in seinem 1897 erschienenen Essay Lumpenproletariat.
Angeregt durch die Naturphilosophie von Gustav Theodor Fechner und Wilhelm Bölsche neigte er sich fortan verstärkt dem Monismus zu und drückte dies in seinen populärwissenschaftlichen Kulturgeschichtsschreibungen mit stark volkspädagogischem Charakter aus. Daneben arbeitete er als Redakteur bei der Täglichen Rundschau sowie als Theaterkritiker, wobei er sich hier vor allem mit den Werken Strindbergs und Ibsens beschäftigte. Er engagierte sich ferner in der Neuen Freien Volksbühne Berlin, nachdem diese sich auf Grund der Initiative seines Freundes Bruno Wille von der Volksbühne Berlin abgespaltet hatte. In dieser Zeit galt Pastor als Anhänger einer anarchistischen Bewegung, deren Richtung er beispielsweise in seinen Rezensionen über die Werke John Henry Mackays öffentlich vertrat.
Entscheidenden Einfluss auf seine weitere Arbeit hatte in der Folgezeit seine Bekanntschaft mit Fidus, einem Mystiker und Theosophen. Pastor entwickelte fortan ein offensives germanisch-kultisches Denken, wie er es als Herausgeber der acht Jahrbücher der bildenden Kunst und in seinen weiteren kunsthistorischen Werken vehement vertrat. Im Jahr 1907 schloss er sich dem Werdandi-Bund an, der mit reformkünstlerischen Absichten einen neuen „National-Idealismus“ durchsetzen wollte und durch dessen Präferenz des „Deutschtums“ die völkische Philosophie des Nationalsozialismus vorbereitete.
Willy Pastor war verheiratet mit Emma Normann, Tochter des norwegischen Landschaftsmalers Adelsteen Normann, die zahlreiche Bücher ihres Mannes illustrierte. Zusammen hatten sie einen Sohn und eine Tochter.

## Werke (Auswahl)

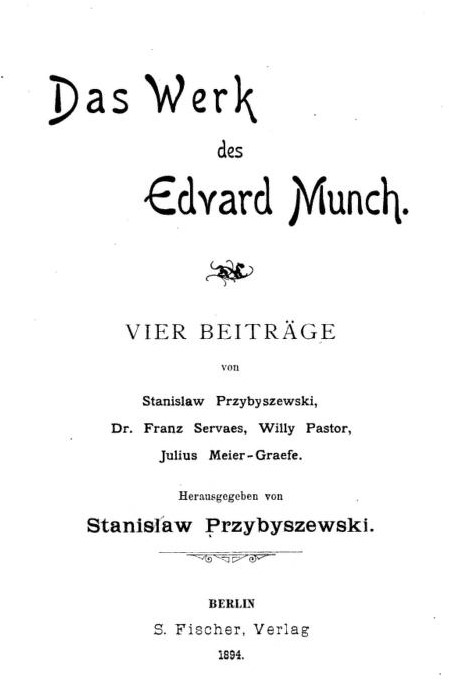
Das Werk des Edvard Munch (1894)

- Vom Kapitalismus zur Einzelarbeit, Berlin, Puttkamer & Mühlbrecht, 1892
- Wanderjahre. Sociale Essays, Berlin, Schuster & Löffler, 1897
- Berlin wie es war und wurde – Zur Geschichte der Stadt Berlin; Zur Geschichte der menschlichen Arbeit, Berlin, Georg Heinrich Meyer, 1900
- Gustav Theodor Fechner und die durch ihn erschlossene Weltanschauung, Leipzig, Berlin, Georg Heinrich Meyer, 1901
- Studienköpfe. Zwanzig essayistische Porträts, Leipzig, Berlin, Georg Heinrich Meyer, 1902, online – Internet Archive
- Lebensgeschichte der Erde – Ein Überblick über die Metamorphosen des Erdensterns, Leipzig, E. Diederichs, 1903, online – Internet Archive
- Die Erde in der Zeit des Menschen – Versuch einer naturwissenschaftlichen Kulturgeschichte, Jena, Leipzig, E. Diederichs, 1904, online – Internet Archive
- Jahrbücher der bildenden Kunst, Acht Jahrgänge, Berlin, w. Fischer & Franke, 1906 bis 1910
- Der Zug vom Norden : Anregungen zum Studium der nordischen Altertumskunde, Jena, Leipzig, E. Diederichs, 1906
- Altgermanische Monumentalkunst, mit 26 Tafeln von Emma Pastor. Leipzig, Fritz Eckardt Verlag, 1910, online – Internet Archive
- Aus germanischer Vorzeit – Kulturgeschichtliche Bilder, Betrachtungen u. Forschungen, Wittenberg, Ziemsen, 1913
- Kriegszeit, Betrachtungen eines Deutschen, Leipzig, Haase, 1916, online – Internet Archive
- Max Klinger, Berlin, Amsler & Ruthardt, 1918
- Das Leben Albrecht Dürers, Berlin, Amsler & Ruthardt, 1918, online
- Theoderich der Große, im Leben, in der Kunst, im Ruhm, Berlin, Verlagsanstalt für vaterländische Geschichte und Kunst, 1920
- Naturgewalten – Göttergestalten, Leipzig, Th. Weicher, 1921
- Matthias Grünewald, Berlin, Amsler & Ruthardt, 1921
- Deutsche Urzeit, Grundlagen der germanischen Geschichte, Leipzig, Hermann Haessel-Verlag, 1922
- Rembrandt der Geuse, Leipzig, H. Haessel-Verlag, 1923
- Das All in uns und wir im All – Vom Gestaltenwandel des Lebens, Berlin, Leipzig, Deutsches Verlagshaus Bong, 1931
- Der altgermanische Siedlungsraum als Ursprungsgebiet der abendländischen Hochkultur, Hückeswagen, Gesellschaft für Früh- und Vorgeschichte, posthum 1981